# Primera Divisió (2018/2019)
Primera Divisió (2018/2019) (zwana jako Lliga Multisegur Assegurances ze względów sponsorskich) – 24. edycja najwyższej klasy rozgrywkowej piłki nożnej w Andorze. 
Sezon rozpoczął się 16 września 2018 roku, a zakończył 20 maja 2019 roku. Tytuł mistrzowski obroniła drużyna FC Santa Coloma.

## Drużyny
| Uczestnicy poprzedniej edycji                                                                                 | Uczestnicy poprzedniej edycji | Uczestnicy poprzedniej edycji | Uczestnicy poprzedniej edycji |
| --- | ----------------------------- | ----------------------------- | ----------------------------- |
| SFC | FC Santa Coloma               | 1                             |                               |
| ENG | UE Engordany                  | 2                             |                               |
| SJU | UE Sant Julià                 | 3                             |                               |
| LUS | FC Lusitanos                  | 4                             |                               |
| SUE | UE Santa Coloma               | 5                             |                               |
| INT | Inter Club d’Escaldes         | 6                             |                               |
| Zwycięzca baraży o Primera Divisió                                                                            |                               |                               |                               |
| ENC | FC Encamp                     | 7                             |                               |
| Awans z Segona Divisió                                                                                        |                               |                               |                               |
| ORD | FC Ordino                     | 1                             |                               |
| Oznaczenia: - kolumna pierwsza – skróty nazw drużyn, - kolumna trzecia – miejsce zajęte w poprzednim sezonie. |                               |                               |                               |

## Format rozgrywek
Osiem uczestniczących drużyn w pierwszej fazie rozgrywek gra ze sobą trzykrotnie. 
W ten sposób odbywa się pierwszych 21 meczów. Następnie liga zostaje podzielona na dwie grupy po cztery zespoły. 
W obu grupach drużyny rozgrywają kolejne mecze – dwukrotnie (mecz i rewanż) z każdą z drużyn znajdujących się w jej połówce tabeli. 
W ten sposób każda z drużyn rozgrywa kolejnych sześć meczów, a punkty i bramki zdobyte w pierwszej fazie są brane pod uwagę w fazie drugiej. 
Górna połówka tabeli walczy o mistrzostwo Andory oraz kwalifikacje do rozgrywek europejskich, natomiast dolna połówka broni się przed spadkiem. 
Do niższej ligi spada bezpośrednio ostatnia drużyna, a przedostatnia musi rozgrywać baraż z drugą drużyną z niższej ligi.

## Faza zasadnicza
| Lp. | Drużyna               | M  | Z  | R | P  | B+ | B- | +/– | Pkt | Kwalifikacja      |  | SJU | SFC | INT | ENG | ORD | SUE | LUS | ENC | SJU | SFC | INT | ENG | ORD | SUE | LUS | ENC |
| --- | --------------------- | -- | -- | - | -- | -- | -- | --- | --- | ----------------- |  | --- | --- | --- | --- | --- | --- | --- | --- | --- | --- | --- | --- | --- | --- | --- | --- |
| 1   | Sant Julià            | 21 | 13 | 6 | 2  | 42 | 16 | +26 | 45  | Grupa mistrzowska |  |     | 1–1 | 3–0 | 1–1 | 1–1 | 1–1 | 5–0 | 4–2 |     | 0–2 |     |     | 3–0 | 2–1 |     | 4–2 |
| 2   | FC Santa Coloma       | 21 | 12 | 7 | 2  | 32 | 12 | +20 | 43  | Grupa mistrzowska |  | 0–0 |     | 3–1 | 0–0 | 1–0 | 1–2 | 0–0 | 3–0 |     |     |     | 1–1 |     | 2–1 | 2–0 | 1–0 |
| 3   | Inter Club d’Escaldes | 21 | 12 | 4 | 5  | 30 | 21 | +9  | 40  | Grupa mistrzowska |  | 0–1 | 1–0 |     | 0–2 | 2–1 | 1–0 | 2–1 | 3–1 | 2–1 | 1–1 |     | 0–0 |     |     | 2–1 |     |
| 4   | Engordany             | 21 | 8  | 7 | 6  | 26 | 24 | +2  | 31  | Grupa mistrzowska |  | 1–4 | 0–2 | 1–0 |     | 1–0 | 2–1 | 1–1 | 3–0 | 0–2 |     |     |     | 1–2 |     | 5–0 |     |
| 5   | Ordino                | 21 | 7  | 2 | 12 | 27 | 32 | −5  | 23  | Grupa spadkowa    |  | 0–0 | 0–2 | 1–2 | 2–1 |     | 2–1 | 1–3 | 3–1 |     | 1–2 | 1–3 |     |     | 0–1 |     | 4–0 |
| 6   | UE Santa Coloma       | 21 | 5  | 6 | 10 | 25 | 29 | −4  | 21  | Grupa spadkowa    |  | 1–3 | 1–1 | 1–1 | 0–0 | 2–3 |     | 0–2 | 5–0 |     |     | 1–3 | 2–3 |     |     | 0–0 |     |
| 7   | Lusitanos             | 21 | 5  | 4 | 12 | 21 | 38 | −17 | 19  | Grupa spadkowa    |  | 0–1 | 1–4 | 0–3 | 4–0 | 2–0 | 1–2 |     | 1–1 | 0–3 |     |     |     | 1–5 |     |     | 0–1 |
| 8   | Encamp                | 21 | 2  | 4 | 15 | 16 | 47 | −31 | 10  | Grupa spadkowa    |  | 1–2 | 1–3 | 0–2 | 0–1 | 2–0 | 0–1 | 0–3 |     |     |     | 1–1 | 2–2 |     | 1–1 |     |     |

## Faza finałowa
| Grupa mistrzowska |                       |    |    |   |    |    |    |     |    |                                    |  |     |     |     |     |     |     |     |     |
| 1                 | FC Santa Coloma (M)   | 27 | 15 | 9 | 3  | 41 | 18 | +23 | 54 | Liga Mistrzów UEFA • Runda wstępna |  |     | 3–1 | 1–1 | 2–1 |     |     |     |     |
| 2                 | Sant Julià            | 27 | 15 | 8 | 4  | 52 | 26 | +26 | 53 | Liga Europy UEFA • Runda wstępna   |  | 1–1 |     | 3–2 | 3–0 |     |     |     |     |
| 3                 | Inter Club d’Escaldes | 27 | 15 | 6 | 6  | 39 | 27 | +12 | 51 |                                    |  | 2–1 | 2–0 |     | 1–0 |     |     |     |     |
| 4                 | Engordany (P)         | 27 | 8  | 9 | 10 | 30 | 34 | −4  | 33 | Liga Europy UEFA • Runda wstępna   |  | 0–1 | 2–2 | 1–1 |     |     |     |     |     |
| Grupa spadkowa    |                       |    |    |   |    |    |    |     |    |                                    |  |     |     |     |     |     |     |     |     |
| 5                 | Ordino                | 27 | 10 | 3 | 14 | 34 | 39 | −5  | 33 |                                    |  |     |     |     |     |     | 0–0 | 3–0 | 1–0 |
| 6                 | UE Santa Coloma       | 27 | 8  | 8 | 11 | 33 | 32 | +1  | 32 |                                    |  |     |     |     | 3–1 |     | 2–0 | 1–2 |     |
| 7                 | Lusitanos (B, S)      | 27 | 5  | 6 | 16 | 22 | 46 | −24 | 21 | Baraże o Primera Divisió           |  |     |     |     |     | 0–1 | 0–0 |     | 1–1 |
| 8                 | Encamp (S)            | 27 | 5  | 5 | 17 | 24 | 53 | −29 | 20 | Spadek do Segona Divisió           |  |     |     |     |     | 4–1 | 0–2 | 1–0 |     |

## Baraże o Primera Divisió
CE Carroi wicemistrz Segona Divisió (2018/2019) wygrał dwumecz z Lusitanos o miejsce w Primera Divisió (2019/2020).
| 22 maja 2019 | CE Carroi           | 1:0   | Lusitanos |                                                                                       |
| 21:00        | Alejandro Muñoz 70' | (0:0) |           | Centre d'Entrenament de la FAF 2, Santa Coloma Sędzia: Bruno Filipe Parente Fernandes |

| 29 maja 2019 | Lusitanos                                                           | 1:0 (pd.)               | CE Carroi                                                                            |                                                                                           |
| 21:00        | Héctor Urrunaga 68'                                                 | (0:0, 1:0, 1:0, k. 2:4) |                                                                                      | Centre d'Entrenament de la FAF 1, Santa Coloma Sędzia: Luis Miguel Do Nascimento Teixeira |
| 21:00        | · Andrés Briñez · Matías Vaamonde · David Cortez · Soualio Bakayoko | Rzuty karne             | · Alejandro Muñoz · Alagy Oliveira · Daniel Rojas · Armando Castañeda · Ahmed Chelli | Centre d'Entrenament de la FAF 1, Santa Coloma Sędzia: Luis Miguel Do Nascimento Teixeira |

## Najlepsi strzelcy
| Bramki | Strzelcy                   | Drużyna               |
| ------ | -------------------------- | --------------------- |
| 10     | Nicolás Medina             | Lusitanos             |
| 10     | Enric Pi                   | Sant Julià            |
| 10     | Genís Soldevila            | Inter Club d’Escaldes |
| 9      | Luis Blanco                | Sant Julià            |
| 9      | Joel Méndez del Rio        | Sant Julià            |
| 9      | Aarón Sánchez              | UE Santa Coloma       |
| 7      | Cristian Hidalgo           | Ordino                |
| 6      | José Antonio Aguilar Gómez | Sant Julià            |
| 6      | Fousseyni Cissé            | Sant Julià            |
| 6      | Lluis Martins Batista      | Ordino                |
| 6      | Sergi Moreno               | Inter Club d’Escaldes |
| 6      | Diego Najera Quintero      | FC Santa Coloma       |

Źródło: faf.ad, faf.ad play-off